# Оливера, Эмануэль
Эмануэ́ль Оливе́ра (исп. Emanuel Olivera; родился 2 апреля 1990 года, Буэнос-Айрес) — аргентинский футболист, центральный защитник колумбийского клуба «Индепендьенте Санта-Фе».

## Биография
Эмануэль Оливера — воспитанник академии «Велес Сарсфилда». Дебютировал в Примере 12 марта 2010 года в домашней игре против «Лануса», в которой «Велес» выиграл со счётом 1:0. До конца Клаусуры 2010 сыграл ещё в четырёх матчах. Оливера оставался игроком «Велеса» ещё три года, но за этот период сыграл всего в двух матчах, и даже ни разу не попадал в заявки на матчи в тех турнирах, которые его команда в итоге выигрывала (Клаусура 2011, Инисиаль 2012, матч за чемпионство в сезоне 2012/13). В итоге он принял решение сменить команду и в сезоне 2013/14 выступал за «Альмиранте Браун» в Примере B Насьональ. С 2014 по 2016 год выступал за «Боку Унидос» в том же дивизионе.
В июле 2016 года Оливера по приглашению тренера Паоло Монтеро стал игроком «Колона» из Санта-Фе. Выступал за команду с переменным успехом. В сезоне 2017/18 провёл в Примере лишь два матча, но уже в следующем сезоне стал играть намного чаще. В июне 2019 года был близок к переходу в колумбийский «Хуниор», но незадолго до закрытия трансферного окна всё же продлил контракт с «красно-чёрными» ещё на три года.
Эмануэль Оливера стал одним из основных защитников в своей команде, которая впервые в истории сумела выйти в финал международного турнира — «Колон» пробился в решающий матч Южноамериканского кубка 2019 года, обыграв в ответном полуфинале в серии пенальти бразильский «Атлетико Минейро».

## Титулы и достижения
- Обладатель Кубка Колумбии (1): 2021
- Финалист Южноамериканского кубка (1): 2019